# Психофармакологија
Психофармакологија је научна студија о ефектима психоактивних дрога на расположење, осећај, мишљење и понашање. Не разликује се много од неуропсихофармакологије, која се бави проучавањем промена изазваним психоактивним супстанцама у функционисању ћелија у нервном систему.
Поље психофармакологије проучава широк спектар супстанци са различитим типовима психоактивних својстава, фокусирајући се пре свега на хемијске интеракције са мозгом.
Психоактивне дроге могу да потичу из природних извора, као што су биљке и животиње, или из вештачких извора као што су хемијске синтезе у лабораторији. Ове супстанце делују са одређеним циљним локацијама или рецепторима (који се налазе у нервном систему), да подстакну распрострањене промене у физиолошким или психолошким функцијама. Специфичне интеракције између дрога и њихових рецептора се називају „акција дроге“, а промене у поменутим функцијама се називају „ефекат дроге“.